# Kanton Chamoux-sur-Gelon
Kanton Chamoux-sur-Gelon (francouzsky Canton de Chamoux-sur-Gelon) je francouzský kanton v departementu Savojsko v regionu Rhône-Alpes. Tvoří ho 10 obcí.

## Obce kantonu
- Betton-Bettonet
- Bourgneuf
- Chamousset
- Chamoux-sur-Gelon
- Champ-Laurent
- Châteauneuf
- Coise-Saint-Jean-Pied-Gauthier
- Hauteville
- Montendry
- Villard-Léger